# Jang Minho
Jang Minho (장민호; * 11. September 1977 in Busan, Südkorea) ist ein südkoreanischer Trot-Sänger. Er nahm an der TV-Chosun-Audition-Show Mr. Trot teil und belegte den sechsten Platz. Er ist auch Model, Tänzer und Fernsehmoderator.

## Leben und Karriere

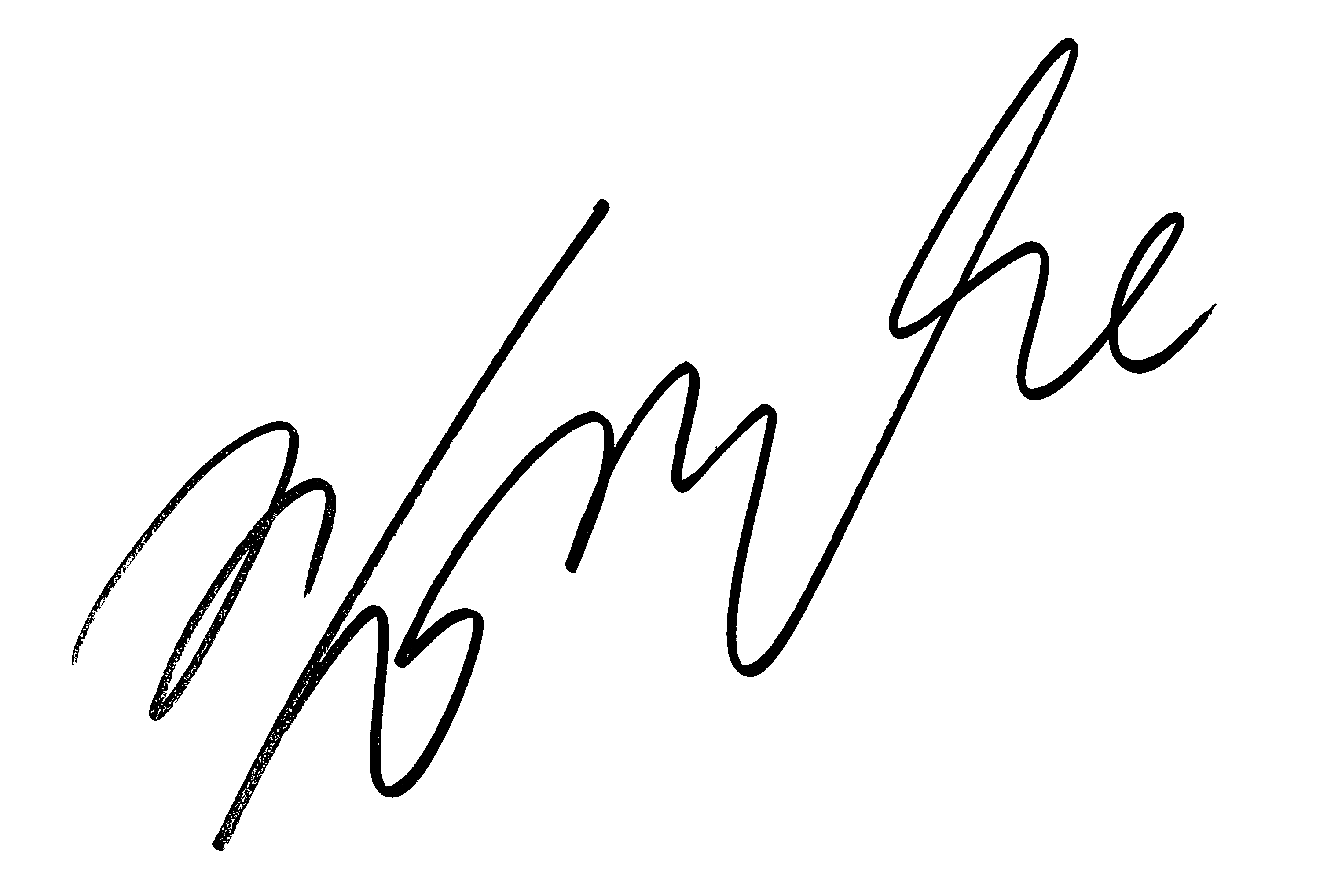
Jang Minhos Unterschrift

Jang wurde in Busan geboren und zog in seiner Kindheit nach Incheon. Er ist das jüngste von drei Geschwistern. Er hat einen Bruder und eine Schwester. Als Gymnasiast pendelte er nach Seoul, um Schauspieler und Model für TV CM zu werden.
Jang begann seine musikalische Karriere 1997 als Anführer der koreanischen Band U-BeS. Er verbrachte ein Jahr vor seinem Debüt als Auszubildender, um mit seinen Gruppenmitgliedern das Singen und Tanzen zu üben. Die Gruppe veröffentlichte zwei reguläre Alben, löste sich jedoch aufgrund schlechter Albumverkäufe und wegen Meinungsverschiedenheiten mit der Agentur auf. Später enthüllte Minho in einem Interview, dass sie vom Leiter der Agentur geschlagen worden seien. Der offizielle Zeitpunkt der Auflösung von U-BeS wurde nie bekannt gegeben, aber auf Anfang 1999 geschätzt.
Jang gründete unter dem Künstlernamen Jang-goon mit Seo Woo im Jahr 2004 das K-Pop-Duo Baram (was auf Deutsch „Wind“ bedeutet). Sie veröffentlichten das Album Just like a Wind. Baram war in Korea nicht erfolgreich, obwohl das Duo in China einige Aufmerksamkeit erhielt.
Jang trat 2007 in den Wehrdienst ein. 2011 veröffentlichte er nach einem Jahr der Vorbereitung seine Trot-Debütsingle Love you, Nuna unter dem Namen Jang Minho. Seine erste Trot-Single schlug fehl. 2012 nahm er an der KBS 2-Auditionsshow Last Audition of my Life teil und gewann den Wettbewerb zusammen mit dem Singer-Songwriter LEN als Duo. Obwohl Minho und LEN den Wettbewerb gewannen, leistete KBS keine Unterstützung, wie es für die Gewinner der Show versprochen worden war. Zwei Monate nach dem Wettbewerb veröffentlichte Minho sein erstes Trot-Album The Man Says (남자 는 말합니다). Obwohl das Album nicht viel Aufmerksamkeit erhielt, gewann der Titelsong The Man Says an Popularität und wurde sein Signature-Song. Das Lied brachte ihm den Spitznamen omtongnyong (ein zusammengesetztes Wort von Mutter und Präsident) ein.
Im Jahr 2020 war er Finalist in der Reality-Fernsehsendung Mr. Trot und belegte den sechsten Platz. Mr. Trot übertraf eine Zuschauerquote von 30 Prozent, die höchste lag bei 35,7 Prozent, und während des zweistündigen Programms, einem Rekord für TV-Auditionsshows, wurden über 7,7 Millionen auf Textnachrichten basierende Stimmen abgegeben. Aufgrund seiner Popularität nach dem Wettbewerb gewann er mit 294.730 Stimmen den ersten Platz in einer Umfrage zum „Pick the best trot Singer“. Außerdem belegte er im Juli 2020 den 15. Platz bei Singer Brand Reputation. Im selben Jahr schuf er seinen YouTube-Kanal und gewann in zwei Stunden über 20.000 Abonnenten.
Er ist auch Werbemodel und Sprecher. Laut Ildong Foodis konnten sie den Produktumsatz um 7,8 Milliarden Südkoreanische Won steigern, indem sie ihn als Model anstellten.

## Trivia
Seit 2009 unterstützt er drei Kinder durch Compassion Korea(한국 컴패션). Außerdem ist er seit 2006 aktives Mitglied der Compassion Band.
Er schreibt Texte und komponiert Lieder. Er schrieb die Texte für das Lied Goodbye my Youth (잘 있거라 내 청춘) seines Sängers Namgoong Moonjeong mit dem Songwriter JMStyle. Er schrieb die Texte und komponierte sein Lied He knows my name (내 이름 아시죠), wobei er an seinen verstorbenen Vater dachte.
Minho spricht fließend Chinesisch.
Er wurde am 11. September 1977 geboren, feiert aber seinen Geburtstag mit dem Mondkalender vom 28. Juli. Fans verstehen das oft falsch und sind auch verwirrt, weil der Mondkalender das Datum jedes Jahr ändert.
Am 21. März 2021 feierten seine Fans den 10. Jahrestag seines Trot-Debüts. Sie posteten Glückwunschanzeigen auf den Werbetafeln von Bushaltestellen, U-Bahn-Stationen, Einkaufszentren usw. Insbesondere schickten seine Fans aus Übersee sogar Glückwunschvideos an den Times Square in New York.

## Diskografie
Albums studios
- 2017 Drama (Jang Minho album) (장민호 드라마)

EP
- 2013 The Man Says (남자 는 말합니다)

Single
- 2011 Love You, Nuna
- 2017 Driving Route 7
- 2019 The Man Says (New Ver.) (남자 는 말합니다)
- 2020 Read and Ignored (읽씹 안읽씹)
- 2020 Hit the Jackpot (대박 날 테다), per la colonna sonora di Kkondae Intern
- 2021 That's Life (사는 게 그런 거지)

## Auszeichnungen
- 2015 Grand Prize Winner, Korea Talent Donation Awards
- 2015 Rookie of the year award, The 3rd Korea Creative Art Awards, Popular music category
- 2015 Rookie of the year award, Korea Star Art Awards, Trot category
- 2017 Popularity award, Korea Multicultural Awards, Trot category
- 2017 Popularity award, Korea Arts Awards, Trot category
- 2017 Popularity award, International K-Star Awards, Trot category
- 2018 Excellence award, Gayo TV Music Awards
- 2018 Popularity award, Proud Korean Awards
- 2020 2020 Melon Music Awards
- 2021 CICI Korea Image Award
- 2020 APAN Choice Best K-Trot award